# Anthemus
Anthemus is een geslacht van vliesvleugeligen uit de familie Encyrtidae. De wetenschappelijke naam van dit geslacht is voor het eerst geldig gepubliceerd in 1896 door Howard.

## Soorten
Het geslacht Anthemus omvat de volgende soorten:
- Anthemus affinis Prinsloo & Neser, 1989
- Anthemus africaspidis Ghesquière, 1950
- Anthemus aiaisanus Prinsloo & Neser, 1989
- Anthemus aloinis Prinsloo & Neser, 1989
- Anthemus aspidioti Nikol'skaya, 1952
- Anthemus borealis Prinsloo & Neser, 1989
- Anthemus chionaspidis Howard, 1896
- Anthemus critinus Prinsloo & Neser, 1989
- Anthemus dulanus Hayat, 2010
- Anthemus evallaspidis Ferrière, 1964
- Anthemus exertus Prinsloo & Neser, 1989
- Anthemus funicularis (Bakkendorf, 1939)
- Anthemus hilli Dodd, 1917
- Anthemus inconspicuus Doutt, 1966
- Anthemus ledaspidis Prinsloo & Neser, 1989
- Anthemus leucaspidis Mercet, 1922
- Anthemus lobus Prinsloo & Neser, 1989
- Anthemus maculatus Subba Rao, 1976
- Anthemus maurus Prinsloo & Neser, 1989
- Anthemus montanus Prinsloo & Neser, 1989
- Anthemus pini Ferrière, 1927
- Anthemus spenceri Girault, 1917